# Sátiras (Juvenal)

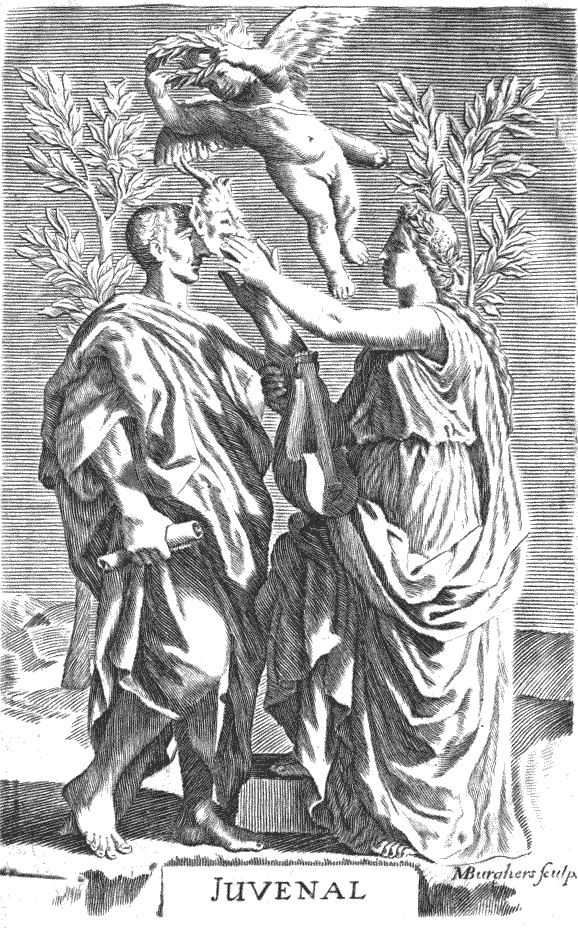
Frontispicio de la 4ª edición de la traducción de John Dryden et al. de las sátiras de Juvenal y de las de Persio: coronación de Juvenal. 1711.

Las Sátiras son una recopilación de poemas satíricos escritos por el autor romano Juvenal entre finales del siglo I y comienzos del siglo II. Algunos estudios recientes apuntan a que probablemente el primero de sus libros pudo ser publicado en el año 100 o 101.

## Estructura
Se compone de una recopilación de dieciséis poemas, escritos en hexámetro dactílico que está organizada en cinco libros  :
- Libro I: Sátiras 01/05
- Libro II: Sátira 6
- Libro III: Sátiras 07/09
- Libro IV: Sátiras 10/12
- Libro V: Sátiras 13-16 (de la 16 sólo se conservan trozos)

## Sumario
Los versos son una crítica de la sociedad decadente de la antigua Roma.
La temática de cada sátira es la siguiente:
1. La vocación satírica. Hay muchos poetas pedantes; pero el mejor tema es la corrupción que campea por el mundo y produce una natural indignación al compararla con las costumbres de los antepasados. El dinero es el Dios más poderoso, pero no tiene templo.
2. Los hipócritas, la hipocresía, el afeminamiento.
3. Las molestias de Roma: es preferible la modesta, natural y sencilla vida del campo a la de la ciudad.
4. El rodaballo de Domiciano. La importancia que alcanzan las cuestiones gastronómicas es superior a la de los asuntos de estado y se gasta una cantidad desmesurada en banquetes opíparos y en cenas pantagruélicas.
5. Los parásitos. Los amos abusan de la servidumbre y la humillan.
6. Las mujeres. Dura crítica de las superficiales damas romanas impregnadas del griego culto a la moda; no siguen el modelo de las antiguas matronas romanas. Hay que huir del matrimonio como de la peste.
7. Los literatos. La literatura está en decadencia porque las costumbres que reflejan están en decadencia. El único éxito lo granjea solo la adulación al emperador.
8. La nobleza. Solo se respeta la gloria que nace del linaje, no la de los méritos honrosos.
9. Los libertinos. Un panorama de la depravación sexual en Roma.
10. Los votos. Mens sana in corpore sano.
11. Contra el lujo en la mesa y la gula, la sobriedad. El poeta invita a un amigo persa a una comida sin lujos ni ostentaciones en el campo.
12. El retorno inesperado de un amigo que se creía perecido en un naufragio; pero en Roma todos esperan que mueran sus familiares para heredar... y si se cansan de esperar los eliminan.
13. Un ataque a la codicia y al demasiado apego a las riquezas.
14. La educación. La verdadera reside en el ejemplo, y los padres de ahora lo dan malísimo: se aprende a despilfarrar y a practicar el adulterio... Los padres incluso deben tomar precauciones para no ser envenenados por sus hijos.
15. Las supersticiones de Egipto. Allí los ritos religiosos son bárbaros y disparatados.
16. La profesión militar y los beneficios que reporta (inacabada).

## Nota
1. ↑  Juvenal (12 de junio de 2008). The Satires (en inglés). OUP Oxford. ISBN 978-0-19-954066-2. Consultado el 3 de enero de 2025.
2. ↑  Juvenal - Décimo Júnio Juvenal (55 - 127), site mundocultural]
3. ↑  Décimo Júnio Juvenal Archivado el 15 de diciembre de 2010 en Wayback Machine., site de Universidade de Campina Grande, PB